# Veterancentret
Veterancentret er Forsvarets institution der koordinerer støtten til soldater, veteraner, efterladte og pårørende før, under og efter Danmarks internationale engagementer.

## Organisering
Veterancentret er opdelt i tre afdelinger samt en stab:
- Militærpsykologisk afdeling
- Rehabilitering og rådgivning
- Videnscenter

## Opgaver og ydelser
Veterancentret opgave er at give mulighed for alle veteraner kan anvende deres særlige kompetencer og erfaringer fra internationale operationer i det civile samfund samt øge opmærksomheden og anerkendelsen af veteranernes virke for Danmark. Videnscentret samler informationer og erfaringer der kan udvikle og forbedre indsatsen for de danske veteraner.
Vi tilvejebringer relevant viden om veteranområder, som danner grundlag for udvikling af den danske veteranindsats.

### Ydelser og tjenester
Veterancentrets ydelser og tjenester omfatter blandt andet
- Ansatte og tidligere ansatte
  - Socialrådgivning før udsendelse samt efterfølgende problemstillinger der relaterer sig til udsendelse
  - Socialrådgivning for alle der efter udsendelse forlader fra forsvaret
  - Socialrådgivning i forbindelse med repatriering
  - Socialrådgivning i forbindelse akklimatiseringsforløb
  - Samtale med job- og uddannelsesrådgiver før udsendelse
  - Jobsøgningskurser
  - Hjemkomstorientering
  - Individuel samtale med job- og uddannelsesrådgiver
  - Døgntelefon
  - Psykologhjælp
  - Psykologisk netrådgivning.
  - Opsøgende indsats 2, 5 og 8 år efter udsendelse
  - Bistå med anmeldelse af- og opfølgning på arbejdsskader
  - Bistand til diverse ansøgninger og løbende sager med andre myndigheder
  - Samarbejde med offentlige myndigheder: kommuner, herunder jobcentre, familiecentre, læger og speciallæger, psykologer, Arbejdsskadestyrelsen med flere.
  - Bistand til rehabiliteringsforløb
    - Koordination af rehabiliteringsforløb med involverede aktører
    - Udarbejdelse af handlingsplan og job- og uddannelsesplan
    - Social udredning
- Pårørende
  - Pårørendearrangementeter før, under og efter udsendelse
  - Individuel socialfaglig støtte
  - Psykologhjælp
  - Døgntelefon
  - Psykologisk netrådgivning.

## Eksterne links
- veteran.forsvaret.dk Arkiveret 4. maj 2013 hos  Wayback Machine
- Fonden Danske Veteranhjem Arkiveret 10. december 2019 hos  Wayback Machine

55°27′00″N 11°47′42″Ø / 55.4499°N 11.795°Ø